# Barataria
Barataria ist eine Stadt in Trinidad und Tobago. Sie liegt im East-West Corridor in der Region San Juan-Laventille.

## Lage
Barataria liegt im Norden der Insel Trinidad im East-West Corridor, der südlich der Northern Range von Westen nach Osten verlaufenden Metropolregion der Landeshauptstadt Port of Spain. Da Port of Spain im Norden durch die Northern Range und im Süden durch den Caroni Swamp begrenzt ist, weitete sich die Stadt im Laufe der Zeit nach Osten aus. Der dadurch entstandene East-West-Corridor ist so dicht besiedelt, dass früher eigenständige Städte heute fließend ineinander übergehen und eher den Charakter von Stadtteilen der Hauptstadt-Agglomeration haben. Formell sind sie jedoch weiterhin unabhängig. Barataria liegt etwa 4 km östlich der Stadtgrenze von Port of Spain. Es grenzt im Nordwesten an Morvant und wird im Osten von San Juan umschlossen. Der Barataria River, einer der zahlreichen Zuflüsse des Caroni River, durchfließt die Stadt von Norden nach Westen und knickt dann nach Süden ab.

## Geschichte
Barataria entstand aus einer gleichnamigen Plantage. Der Name ist spanisch; es handelt sich um den Namen einer fiktiven Insel, deren Statthalter der Protagonist Sancho Panza im Roman El ingenioso hidalgo Don Quixote de la Mancha von Miguel de Cervantes für zehn Tage wurde. Wie die umgebenden Plantagen, die im Laufe der Zeit zu Städten anwuchsen, darunter El Socorro und St. Augustine, wurde sie unter spanischer Herrschaft, also vor 1797, gegründet. Zahlreiche Städte Trinidads haben ihren Ursprung in Plantagen, auf denen sich die Sklaven bzw. nach Abschaffung der Sklaverei 1834 die Kontraktarbeiter in kleinen Siedlungen niederließen, die im Laufe der Zeit, periodisch unterstützt durch Landreformen, zu Dörfern und Städten anwuchsen.
1965 wurde in Barataria im Zuge der Nachwehen der Unabhängigkeit Trinidads der Schriftsteller und spätere Trinity-Cross-Träger C. L. R. James unter Hausarrest gestellt, da er eine Belastung für den ersten Premierminister Trinidads, Eric Eustace Williams, geworden war.
Heute ist Barataria vor allem für seine hohe Kriminalitätsrate bekannt.

## Gliederung
Die kleinste Verwaltungseinheit Trinidads ist die community, vergleichbar einer deutschen Ortschaft. Barataria gliedert sich in die Communitys Barataria und Malick.
| Community | Einwohner |
| --------- | --------- |
| Barataria | 9389      |
| Malick    | 8910      |
| Summe     | 18.299    |

Politisch gehört die Stadt zum Wahlbezirk Barataria/San Juan, Abgeordneter des Wahlbezirks im Repräsentantenhaus ist seit den Kommunalwahlen im November 2016 Pernell Bruno (PNM).

## Wirtschaft und Verkehr
Toyota Trinidad and Tobago und der karibikweit tätige Finanzdienstleister Maritime Financial Group haben ihre Firmensitze in West-Barataria. Dort befindet sich auch der Sitz des Industrieverbandes Trinidad and Tobago Manufacturers Association (TTMA).
Barataria liegt zwischen den beiden wichtigsten West-Ost-Trassen des Landes, dem in der Stadt beginnenden Churchill Roosevelt Highway und der Eastern Main Road. Im Westen beginnt außerdem die Lady Young Road, eine wichtige Einfallstraße für den Norden Port of Spains. Entlang der beiden Trassen haben sich zahlreiche Geschäfte aus den Bereichen Einzelhandel und Dienstleistungen angesiedelt.

## Einrichtungen

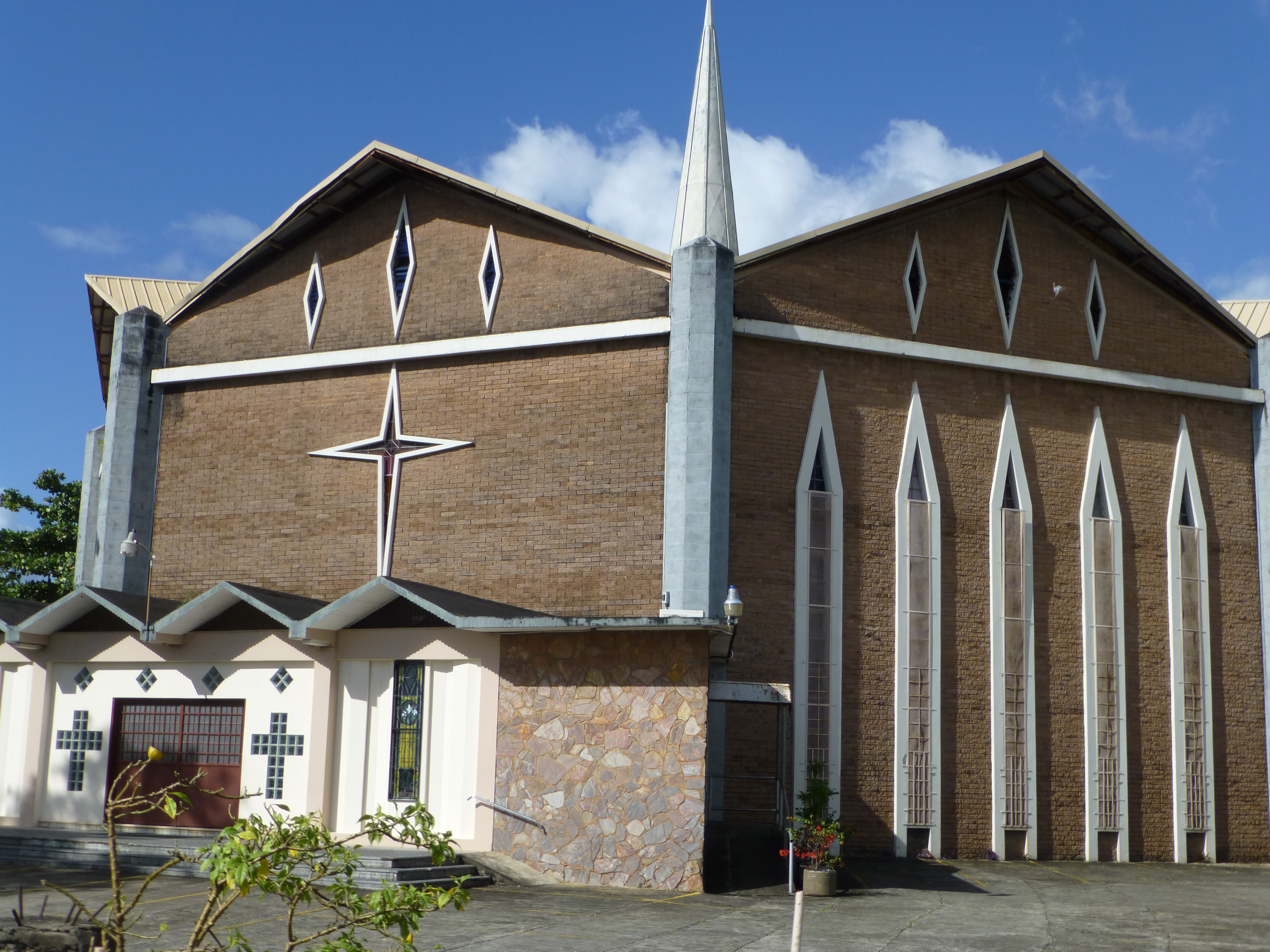
Barataria RC Church

Die katholische Barataria RC Church fällt durch ihren achteckigen Grundriss auf und ist die erste derartige Kirche in Trinidad. Die Stadt verfügt über zwei Grund- und fünf weiterführende Schulen; das St. George’s College verfügt dabei mit dem St. George’s College Sports Ground über die nach dem Barataria Sports Ground zweitgrößte Grünfläche der Stadt. Nördlich des St. George’s College Sports Ground befindet sich mit dem Barataria Roller Skating Rink die einzige Rollschuhbahn Trinidads. Fünf Steelbands haben ihren jeweiligen Sitz in Barataria, darunter die viermaligen Panorama-Sieger Harmonites.

## Persönlichkeiten
- Fitzroy Hoyte (1940–2008), Radfahrer
- Fuad Khan (* 1955), Politiker
- Marvin Faustin (* 1967), Fußballspieler
- Heather Headley (* 1974), Sängerin und Schauspielerin
- Stokely Mason (* 1975), Fußballspieler
- Aditi Soondarsingh (* 1988), Schachspielerin